# Albert Azarian
Albert Azarian (en armeni: Ալբերտ Ազարյան; en rus: Альберт Азарян) (Gandja, Unió Soviètica, 11 de febrer de 1929 - Erevan, 5 de setembre de 2023) va ser un gimnasta artístic armeni, guanyador de quatre medalles olímpiques i especialista en la prova d'anelles.

## Biografia
Va néixer l'11 de febrer de 1929 a la ciutat de Gandja, població situada en aquells moments a la República Socialista Soviètica d'Armènia (Unió Soviètica) i que avui en dia forma part de la República d'Armènia. És el pare del també gimnasta i campió olímpic Eduard Azarian.

## Carrera esportiva
Va participar, als 27 anys, en els Jocs Olímpics d'Estiu de 1956, realitzats a Melbourne (Austràlia), on va aconseguir guanyar la medalla d'or en la prova masculina per equips i en la prova d'anelles, la seva gran especialitat. Així mateix, va finalitzar cinquè en la prova de barres paral·leles (per la qual va guanyar un diploma olímpic), setè en la prova individual i vuitè en la prova de barra fixa, com a resultats més destacats.
Als Jocs Olímpics d'Estiu de 1960, realitzats a Roma (Itàlia), va aconseguir revalidar el seu títol en la prova d'anelles, i també va guanyar la medalla de plata en la prova masculina per equips. Com a resultat més destacat va finalitzar onzè en la prova individual.
Al llarg de la seva carrera va guanyar cinc medalles en el Campionat del Món de gimnàstica artística, entre elles quatre medalles d'or, i tres medalles en el Campionat d'Europa de l'especialitat.
Va ser l'encarregat de dur la bandera d'Armènia en la cerimònia inaugural dels Jocs Olímpics d'Estiu de 2004 i de 2008.